# St. Ägidius (Schmidmühlen)

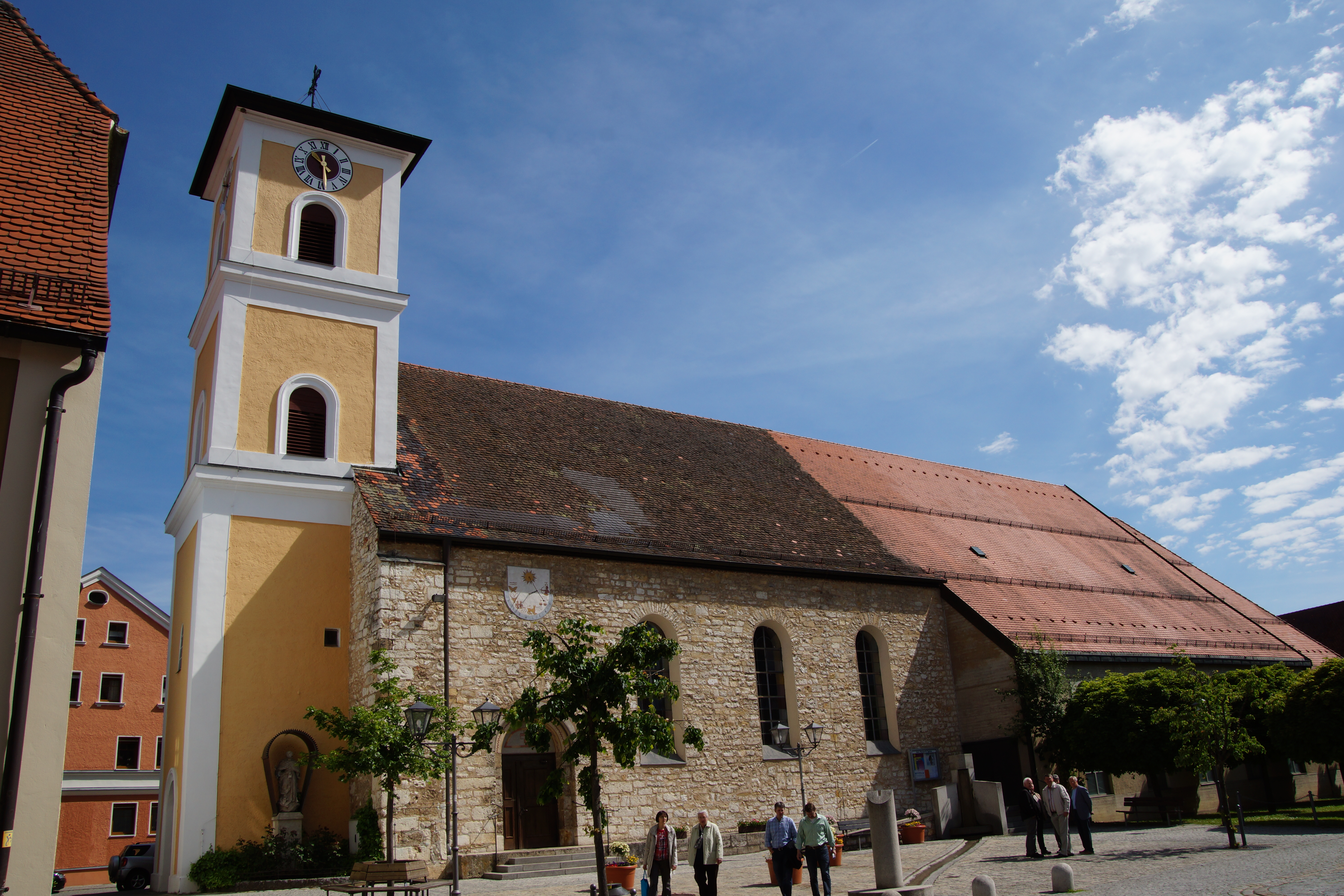
St. Ägidius

Die Pfarrkirche St. Ägidius ist das römisch-katholische Gotteshaus der Marktgemeinde Schmidmühlen im Oberpfälzer Landkreis Amberg-Sulzbach. Sie steht in der Ortsmitte von Schmidmühlen.

## Baugeschichte
1486 erbaut (Jahreszahl neben dem Hauptportal), war die ursprüngliche Kirche ein vierjochiger Saalbau mit gotischen Sterngewölben. 1807 stürzte am 28. Mai, dem Fronleichnamstag, der mit einer barocken Zwiebelhaube bekrönte Turm ein und zerstörte auch den Chor. Der Turm wurde 1832–1834 an der Westseite neu errichtet und erhielt, wahrscheinlich unter Einfluss des damaligen Baukunstausschusses (Vorsitz Leo von Klenze) die heutige Form mit Flachdach, die an italienische Campanile erinnert. Der Chor wurde erst 1846 wiederhergestellt. Die 1913 begonnenen Planungen von Heinrich Hauberrisser, einen neobarocken Neubau zu errichten, wurden durch den Ersten Weltkrieg und die anschließende Inflation beendet. 1933 (Architekt: Hans Döllgast) sowie 1972 erfolgten Teilabbrüche und Erweiterungen unter Verwendung alter Bauteile sowie der Innenausstattung.

## Ausstattung

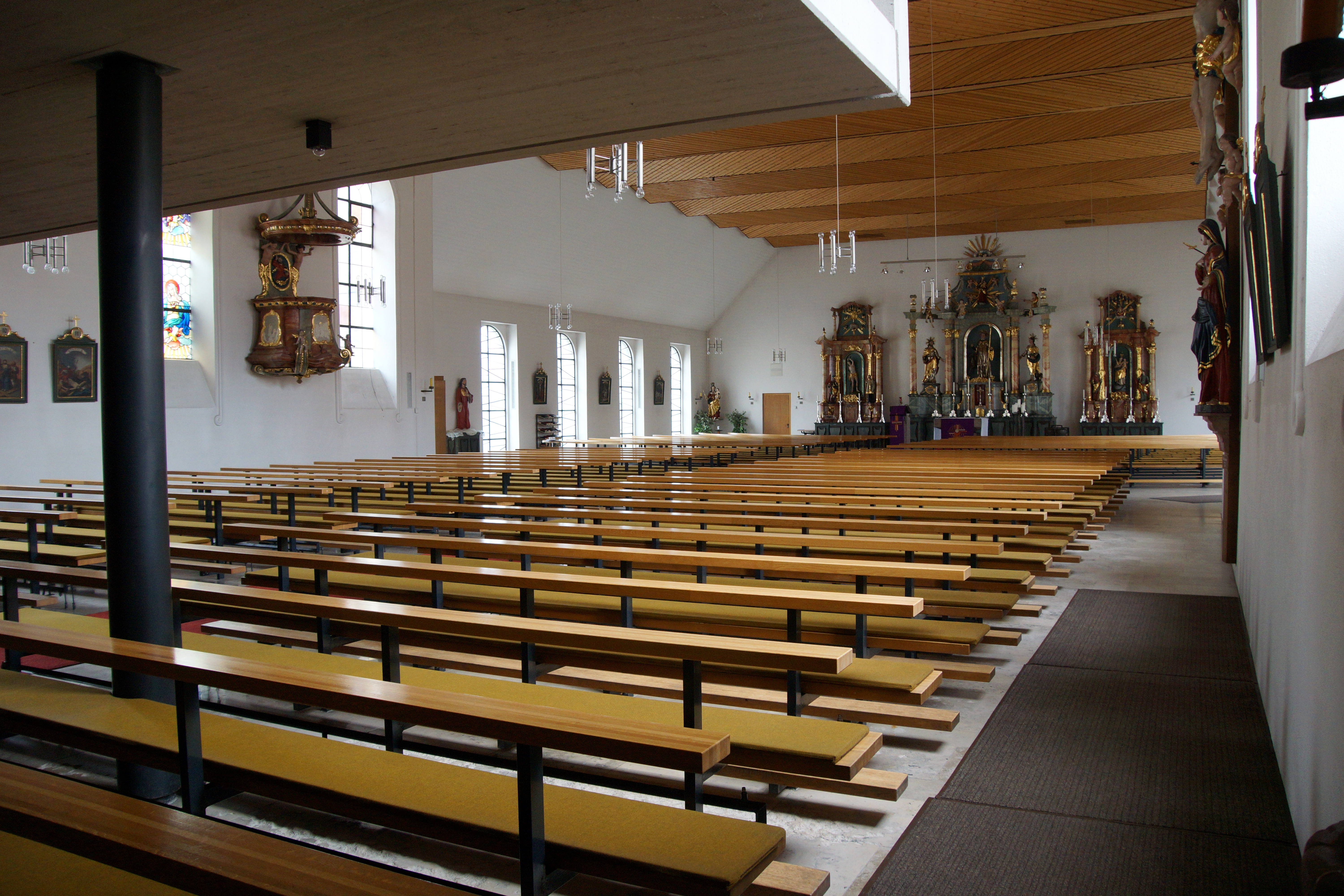
St. Ägidius, Innenraum

Die Seitenaltäre, dem Heiligen Sebastian sowie der Heiligen Maria geweiht, stammen aus der Zeit des Rokoko. Der Hauptaltar ist ein mächtiger Säulenaufbau von 1846.

## Orgeln
Die erste Orgel der Pfarrkirche wurde vor 1692 vom Orgelbauer Johann Conrad Vogel aus Amberg erbaut. Um die Mitte des 18. Jahrhunderts muss dieses Instrument umgebaut worden sein. Davon zeugen die vergoldeten Schleierbretter am Orgelgehäuse mit ihren Rocaillen, die gleichzeitig mit den Seitenaltären der Kirche entstanden sein dürften. Das fünfteilige Orgelgehäuse, dessen Prospektaufteilung in fränkischer Manier gehalten ist, entstand nach zwei Quellen um 1750 bzw. im 18. Jahrhundert.
1846 wurde die Orgel von Friedrich Specht aus Amberg um 175 fl repariert. Gegen Ende des 19. Jahrhunderts war das Werk erneut reparaturbedürftig, wovon mehrere Kostenvoranschläge zeugen. Im Kostenvoranschlag von Orgelbaumeister Ludwig Edenhofer aus Regen ist die Disposition der Orgel im Zustand von 1893 erwähnt.

| Manual |           |       |        |
| 1.     | Copel     | 8′    | (Holz) |
| 2.     | Gamba     | 8′    |        |
| 3.     | Prinzipal | 4′    |        |
| 4.     | Flöte     | 4′    | (Holz) |
| 5.     | Quint     | 2 ⁄3′ |        |
| 6.     | Oktav     | 2′    |        |
| 7.     | Mixtur    | 1 ⁄2′ |        |

| Pedal |           |     |        |
| 8.    | Subbass   | 16′ | (Holz) |
| 9.    | Octavbass | 8′  | (Holz) |

- Schleifladen, kurze Oktave

1894 baute Ludwig Edenhofer die Orgel um und erweiterte den Tonumfang von der kurzen Oktav auf 54 Töne. Die Orgel erhielt Kegelladen und einen freistehenden Spieltisch. Dem Zeitgeschmack folgend wurde die Disposition grundtöniger, Edenhofer verwendete jedoch einen Großteil des vorhandenen Pfeifenwerks.

| Manual |            |    |                                |
| 1.     | Prinzipal  | 8′ | (neu)                          |
| 2.     | Gamba      | 8′ | (alt)                          |
| 3.     | Gedeckt    | 8′ | (war Coppel 8′)                |
| 4.     | Salicional | 8′ | (neu)                          |
| 5.     | Oktave     | 4′ | (war Prinzipal 4′)             |
| 6.     | Flöte      | 4′ | (alt)                          |
| 7.     | Mixtur III |    | (war Quint 2 ⁄3′ und Oktav 2′) |

| Pedal |           |     |       |
| 8.    | Subbass   | 16′ | (alt) |
| 9.    | Octavbass | 8′  | (alt) |

- Kegelladen, freistehender Spieltisch

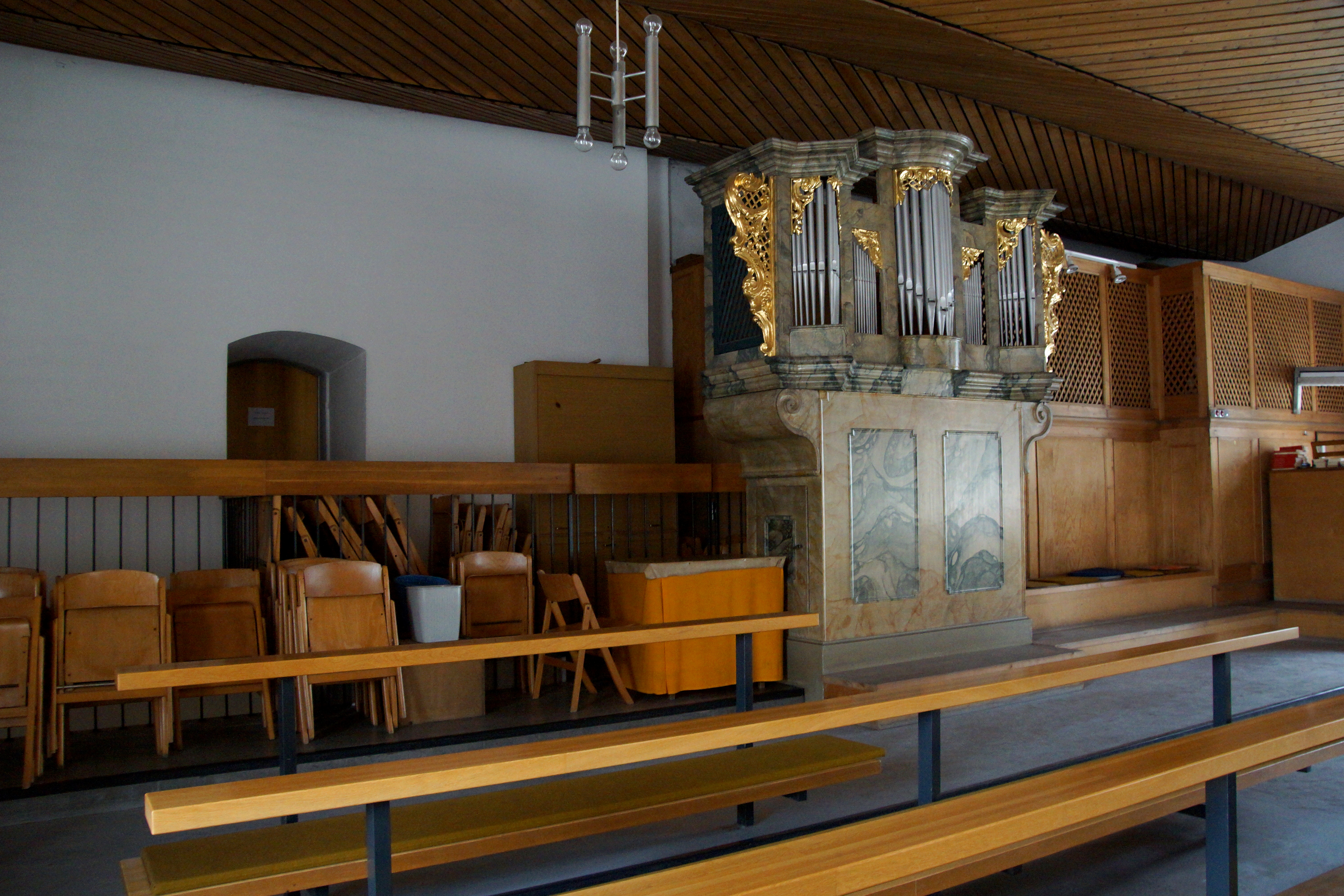
St. Ägidius, Orgel

Für die 1933 neu erbaute Pfarrkirche genügte das einmanualige Werk nicht mehr den klanglichen Ansprüchen, doch erst 1939 war die Finanzierung einer neuen Orgel möglich. Die Orgelbauanstalt Willibald Siemann & Co aus München schuf ein zweimanualiges Werk mit pneumatischer Spieltraktur, Opusnummer 496. Das barocke Orgelgehäuse war nun nur mehr vorgeblendete funktionslose Attrappe, die Orgel selbst wurde hinter einem Holzverschlag versteckt. Auch Siemann übernahm einige Register aus der Vorgänger-Orgel, verwendete aber wohl kriegsbedingt für die neuen Pfeifen teils schlechte Materialien (Zink, Kupferlegierungen), was Einfluss auf den Klang hat.
| I Manual C–g3 |                |       |                   |
| 1.            | Bordun         | 16′   | (war Subbass 16') |
| 2.            | Weitprinzipal  | 8′    |                   |
| 3.            | Hohlflöte      | 8′    |                   |
| 4.            | Viola da Gamba | 8′    | (alt)             |
| 5.            | Octave         | 4′    |                   |
| 6.            | Superoctave    | 2′    |                   |
| 7.            | Mixtur IV      | 2 ⁄3′ |                   |
| 8.            | Trompete       | 8′    |                   |

| II Manual (schwellbar) C–g3 |                 |        |               |
| 9.                          | Hornprinzipal   | 8′     |               |
| 10.                         | Singend Gedeckt | 8′     |               |
| 11.                         | Salicional      | 8′     | (alt)         |
| 12.                         | Vox Coelestis   | 8′     |               |
| 13.                         | Prästant        | 4′     |               |
| 14.                         | Blockflöte      | 4′     |               |
| 15.                         | Offenquinte     | 2 ⁄3′  |               |
| 16.                         | Nachthorn       | 2′     |               |
| 17.                         | Terzflöte       | 1 3⁄5′ |               |
| 18.                         | Sesquialter II  |        | (= 15. + 17.) |

| Pedal C–f1 |           |     |                          |
| 19.        | Subbass   | 16′ |                          |
| 19a        | Echobass  | 16′ | (= Windabschwächung 19.) |
| 20.        | Octavbass | 8′  |                          |
| 21.        | Bassflöte | 4′  |                          |
| 22.        | Posaune   | 16′ |                          |

- Koppeln: II/I, Superoktavkoppel II/I, Suboktavkoppel II/I, I/P, II/P
- Spielhilfen: Eine Freikombination, Feste Kombinationen MF, F, Tutti mit Auslöser als wechselwirkende Druckknöpfe, Registerschweller als Tritt mit Anzeige (Uhr), Registerschweller ab, Zungen ab, Schwelltritt.

Als 1972 die Kirche erweitert wurde, übertrug Orgelbau Hirnschrodt aus Regensburg die Orgel auf die neue Empore, passte jedoch die Intonation nicht dem größeren Raumvolumen an. Dieses Manko sowie die Reparaturanfälligkeit der trägen pneumatischen Traktur führten 1990 zu Bestrebungen, eine neue Orgel zu bauen. Trotz eines finanziellen Grundstocks wurde der Neubau einer dem Kirchenraum angemessenen Orgel bis heute nicht weiterverfolgt.

## Glocken
Die historischen Glocken der Pfarrkirche überstanden bis auf die Sterbeglocke den Turmeinsturz von 1807:
- Feuerglocke oder Große Glocke (Ton a1), 1563 in Nürnberg von Gawerhiel Kirder gegossen, ca. 19 Zentner schwer, Durchmesser 1 Meter. Stundenschlag.
- 12er- oder Angelusglocke (Ton c2), 1733 von Martin Neumeier in Stadtamhof gegossen, 400 kg, Durchmesser 75 cm. Unterer Viertelstundenschlag und Gebetsläuten.
- 11er- bzw. Mittagsglocke (Ton d2), 1772 von Johann Erhard Kößner in Stadtamhof gegossen, Durchmesser 64 cm.
- Hussitenglocke (Ton a2), 1,2 Zentner. Laut englischer Inschrift 1944 von G. Bergholtz in Stockholm gegossen, Ersatz für die Sterbeglocke von Joseph Philippi, Stadtamhof, 1834 (nach Abgabe im WK 2. nicht mehr zurückgekommen). Sie wurde 1945 von der amerikanischen Militärregierung übergeben. Bis 1972 Sterbeglocke, heute Hussitenglöckerl (20 Uhr). Oberer Viertelstundenschlag.
- Sterbeglocke (Ton g2), 1475 gegossen, Minuskelinschrift: Ave Maria gratia plena Dominus tecum, Durchmesser 55 cm. Bis 1972 Achtuhrglocke bzw. Hussitenglocke, heute Sterbeglocke. Sie wird nie mit den anderen Glocken zusammen geläutet (Schonung der historischen Glocke, dissonanter Ton g2 innerhalb a1, c2, d2, a2).[9]

Die historischen Glocken aus Gotik, Renaissance und Barock zählen zu den interessantesten Geläuten des Vilstales. Anlässlich der 1000-Jahr-Feier des Marktes wurden die Glocken am 14. November 2010 in einem Glockenkonzert vorgestellt.